# Arrondissement de Murat
L'arrondissement de Murat est un ancien arrondissement français du département du Cantal, qui avait pour chef-lieu Murat. Il est créé le 17 février 1800 et supprimé le 10 septembre 1926. Les cantons reviennent à l'arrondissement de Saint-Flour.

## Composition
Il comprenait les cantons suivants : canton d'Allanche, canton de Marcenat puis Condat et canton de Murat.

## Sous-préfets
| Période           | Période           | Identité                                              | Fonction précédente                                | Observation                                                        |
| ----------------- | ----------------- | ----------------------------------------------------- | -------------------------------------------------- | ------------------------------------------------------------------ |
|                   |                   |                                                       |                                                    |                                                                    |
| 10 juillet 1822   | 8 janvier 1823    | François-Louis-Gustave de Gratet, vicomte du Bouchage |                                                    |                                                                    |
| 27 avril 1841     | 9 décembre 1842   | Pierre Baylin de Monbel                               | Conseiller de préfecture de l'Allier               | Nommé sous-préfet de Bagnères-de-Bigorre                           |
|                   |                   |                                                       |                                                    |                                                                    |
| 9 novembre 1850   | 9 mars 1852       | Pierre Petiniaud de Champagnac                        | Avocat à Limoges                                   | Nommé sous-préfet de Barbezieux                                    |
|                   |                   |                                                       |                                                    |                                                                    |
| 30 octobre 1867   | 6 octobre 1870    | Joseph Firbach                                        | Chef de cabinet du préfet de la Dordogne           | Nommé sous-préfet de Saint-Flour                                   |
|                   |                   |                                                       |                                                    |                                                                    |
| 30 mai 1871       | 7 juin 1873       | Alfred Renou                                          | Conseiller de préfecture de la Haute-Saône         | Nommé sous-préfet de Saint-Flour                                   |
|                   |                   |                                                       |                                                    |                                                                    |
| 31 août 1876      | 24 mai 1877       | Jean Maréchal-Lebrun                                  | Conseiller de la préfecture du Cher                | Révoqué. Nommé sous-préfet de Meaux en décembre 1877               |
| 30 décembre 1877  | 31 mai 1879       | Germain Fauré                                         | Directeur du Dictionnaire universel du XIXe siècle | Nommé sous-préfet de Louhans                                       |
| 31 mai 1879       | 6 novembre 1881   | Marie Marbot                                          |                                                    | Nommé sous-préfet d'Ussel                                          |
| 6 novembre 1881   | 22 mai 1885       | Jean Sarrazin                                         | Sous-préfet de Lannion                             | Nommé sous-préfet de Pamiers                                       |
| 22 mai 1885       | 8 janvier 1887    | Jean Gautheron                                        | Sous-préfet de Saint-Julien                        | Nommé sous-préfet d'Issoire                                        |
| 8 janvier 1887    | 20 juin 1888      | Antoine Beaune de beaurie                             | Sous-préfet de Barcelonnette                       | Mis en disponibilité sur sa demande                                |
| 20 juin 1888      | 22 mars 1889      | Charles Casta                                         | Conseiller de préfecture du Var                    | Nommé sous-préfet de Barcelonnette                                 |
| 22 mars 1889      | 24 mai 1889       | Auguste Louveau                                       |                                                    | Nommé sous-préfet de Guingamp                                      |
| 24 mai 1889       | 8 juin 1889       | Pierre Bossu                                          | Sous-préfet de Trévoux                             | Nommé sous-préfet de Marennes                                      |
| 8 juin 1889       | 16 novembre 1895  | Toussaint Desagnat                                    | Sous-préfet de Brioude                             | Nommé secrétaire général de la préfecture d'Indre-et-Loire         |
| 16 novembre 1895  | 6 janvier 1897    | Auguste Rang des Adrets                               | Rédacteur au ministère de l'Intérieur              | Nommé sous-préfet de Mortagne                                      |
| 6 janvier 1897    | 19 juillet 1898   | Georges Guillemot                                     |                                                    | Nommé sous-préfet de Baugé                                         |
| 23 juillet 1898   | 8 novembre 1898   | Louis Champavère                                      | Sous-préfet de Saint-Marcellin                     | Nommé sous-préfet de Tournon                                       |
| 19 juillet 1898   | 23 juillet 1898   | Robert Ridel                                          | Sous-préfet de Saint-Yrieix                        | Nommé sous-préfet d'Issoire                                        |
| 8 novembre 1898   | 11 juin 1901      | Marc Bouchacourt                                      | Conseiller de préfecture de l'Isère                | Nommé sous-préfet de Bar-sur-Aube                                  |
| 31 juillet 1901   | 9 septembre 1902  | Émile Régnier                                         | Secrétaire particulier du ministre de la guerre    | Nommé conseiller de préfecture de la Loire                         |
| 9 septembre 1902  | 19 septembre 1905 | Joseph Gérin-roze                                     | Conseiller de préfecture de la Loire               | Remplacé                                                           |
| 19 septembre 1905 | 14 octobre 1905   | Joseph Ricard                                         | Sous-préfet de Paimboeuf                           | Mis en disponibilité sur sa demande                                |
| 1er décembre 1905 | 15 décembre 1905  | Michel Virenque                                       | Secrétaire général de la préfecture du Lot         | Nommé sous-préfet de Ribérac                                       |
| 15 décembre 1905  | 3 novembre 1906   | Raoul Calloc'h                                        |                                                    | Nommé sous-préfet de Barbezieux                                    |
| 3 novembre 1906   | 23 mai 1911       | Léon Blanchard                                        |                                                    | Nommé sous-préfet de Millau                                        |
| 23 mai 1911       | 23 décembre 1911  | Joanny Côte                                           |                                                    | Nommé sous-préfet de Cosne                                         |
| 23 décembre 1911  | 1er août 1914     | Dieudonné Brunette                                    | Sous-chef de cabinet du ministre du Commerce       | Nommé sous-préfet de La Réole                                      |
| 15 juillet 1914   | 2 octobre 1914    | Jean Latour                                           | Conseiller de préfecture du Lot                    | Mobilisé pour la guerre                                            |
| 2 octobre 1914    | 27 mars 1915      | Marcel Le belhomme                                    | Conseiller de préfecture du Cantal                 | Mobilisé et Mort pour la France                                    |
| 27 mars 1915      | 4 janvier 1916    | Jean Roumengou                                        |                                                    | Nommé sous-préfet de Nyons                                         |
| 4 janvier 1916    | 28 mars 1919      | Marie Laborie                                         | Conseiller de préfecture de la Vienne              | Nommé conseiller de préfecture de Saône-et-Loire                   |
| 28 mars 1919      | 4 mars 1920       | Léonard Lavaud                                        | Sous-préfet de Barbezieux                          | Nommé sous-préfet de Semur                                         |
| 16 juillet 1921   | 24 août 1921      | Gabriel Lamand                                        | Sous-préfet de Montmorillon                        | Nommé sous-préfet de Jonzac                                        |
| 24 août 1921      | 8 septembre 1924  | Philibert Dupard                                      | Chef de cabinet du préfet de Seine-et-Oise         | Nommé sous-préfet de Poligny                                       |
| 1er novembre 1924 | 25 mars 1925      | Marcel Lanquetin                                      | Chef de cabinet du préfet de l'Hérault             | Nommé secrétaire général de la préfecture du Territoire-de-Belfort |

## Liens
- Organisation administrative de l'Empire dans l'almanach impérial pour l'année 1810